# Jiaozhou
Jiaozhou (chinois : 胶州市 ; pinyin : jiāozhōu shì ; EFEO : Kiaou-Tchéou) est une ville-district de la province du Shandong en Chine. Elle est placée sous la juridiction administrative de la ville sous-provinciale de Qingdao.

## Démographie
La population du district était de 754 669 habitants en 1999.

## Transport
- L'aéroport international de Qingdao-Jiaodong, le nouvel aéroport de Qingdao en construction sera situé a Jiaozhou.